# Ribno
Ribno este o localitate din comuna Bled, Slovenia, cu o populație de 589 de locuitori.